# Obeidia postmarginata
Obeidia postmarginata là một loài bướm đêm trong họ Geometridae.